# Architecture et maîtres d'ouvrage - AMO
 (avril 2024).
La mise en forme du texte ne suit pas les recommandations de Wikipédia : il faut le « wikifier ».
Les points d'amélioration suivants sont les cas les plus fréquents. Le détail des points à revoir est peut-être précisé sur la page de discussion.
- Les titres sont pré-formatés par le logiciel. Ils ne sont ni en capitales, ni en gras.
- Le texte ne doit pas être écrit en capitales (les noms de famille non plus), ni en gras, ni en italique, ni en « petit »…
- Le gras n'est utilisé que pour surligner le titre de l'article dans l'introduction, une seule fois.
- L'italique est rarement utilisé : mots en langue étrangère, titres d'œuvres, noms de bateaux, etc.
- Les citations ne sont pas en italique mais en corps de texte normal. Elles sont entourées par des guillemets français : « et ».
- Les listes à puces sont à éviter, des paragraphes rédigés étant largement préférés. Les tableaux sont à réserver à la présentation de données structurées (résultats, etc.).
- Les appels de note de bas de page (petits chiffres en exposant, introduits par l'outil «  Source ») sont à placer entre la fin de phrase et le point final[comme ça].
- Les liens internes (vers d'autres articles de Wikipédia) sont à choisir avec parcimonie. Créez des liens vers des articles approfondissant le sujet. Les termes génériques sans rapport avec le sujet sont à éviter, ainsi que les répétitions de liens vers un même terme.
- Les liens externes sont à placer uniquement dans une section « Liens externes », à la fin de l'article. Ces liens sont à choisir avec parcimonie suivant les règles définies. Si un lien sert de source à l'article, son insertion dans le texte est à faire par les notes de bas de page.
- La présentation des références doit suivre les conventions bibliographiques. Il est recommandé d'utiliser les modèles {{Ouvrage}}, {{Chapitre}}, {{Article}}, {{Lien web}} et/ou {{Bibliographie}}. Le mode d'édition visuel peut mettre en forme automatiquement les références.
- Insérer une infobox (cadre d'informations à droite) n'est pas obligatoire pour parachever la mise en page.

Pour une aide détaillée, merci de consulter Aide:Wikification.
Si vous pensez que ces points ont été résolus, vous pouvez retirer ce bandeau et améliorer la mise en forme d'un autre article.
Architecture et Maîtres d'Ouvrage (AMO) est une association loi de 1901 qui œuvre à la promotion du dialogue entre les architectes et les maîtres d'ouvrage en France et en Europe.
L'association a été créée en 1983 à l'initiative de Jean-Pierre Duport alors Directeur de l’Architecture au Ministère de l’Équipement. Elle s’inscrit dans le prolongement de la loi du 3 janvier 1977, qui reconnaît l’architecture comme une valeur fondamentale du cadre de vie, une composante essentielle du bien-être social. Favoriser la transmission d’une culture architecturale et la création d’une culture commune de projet entre les acteurs de la fabrique de la ville est l’objectif premier de l’association,.
Elle est co-présidée depuis mars 2025 par Matthias Navarro et Céline Bouvier.
Depuis sa création en 1983, l'AMO est soutenue par le ministère de la Culture et de la Communication,.

## Histoire
L'association, depuis sa création, a vu se succéder les présidents suivants:
- Jean-Pierre Duport (1983-1989)
- Michel Lefebvre (1989-1997)
- Michel Macary[6] (1997-2004)
- Bernard Roth[7] (2004-2011)
- Pascal Chombart de Lauwe[8] (2011-2014)
- Olivier Herbemont[9],[10],[11] (2014-2018)
- Martin Duplantier[12],[13] (2018 - 2024)
- Matthias Navarro[14],[15],[16],[17],[18] (2024-2025)
- Matthias Navarro et Céline Bouvier[19],[20],[21],[22] (depuis 2025)

## Actions
L’AMO regroupe agences d'architecture et maîtres d'ouvrage privés et publics auxquels sont associés des aménageurs, des bureaux d'études, des urbanistes, des paysagistes, des architectes d’intérieur et des industriels, qui unissent leurs expériences.
Elle organise chaque année des manifestations en France et à l'étranger : visites de chantiers, conférences et voyages.
Depuis 1984, l'AMO décerne les Prix AMO, prix d'architecture récompensant le binôme architecte et maître d'ouvrage. Depuis 2018, le Prix AMO revêt un profil européen avec un pays partenaire différent chaque année.

## Régionalisation
L'AMO a vu la création d'association régionales sur la même thématique:
- AMO Hauts de France créée en 1985 - Site internet
- AMO Auvergne Rhone Alpes en 1991 - Site internet
- AMO Provence Méditerranée[24] en 1994 - Site internet
- AMO Occitanie Midi-Pyrénées en 1997 - Site internet
- AMO Bretagne Pays de Loire depuis 1998
- AMO Grand Est créée en 2000 - Site internet
- AMO Occitanie Méditerranée[25] en 2006 - Site internet
- AMO Aquitaine en 2009 - Site internet